# Sytuacja prawna i społeczna osób LGBT w Iranie

## Sytuacja prawna kontaktów homoseksualnych
Kontakty homoseksualne są w Iranie zakazane. Ustawodawstwo Iranu opiera się na prawie islamskim – szariacie. Traktuje on aktywność homoseksualną jako jeden z najcięższych grzechów i najpoważniejszych przestępstw, za które grozi kara śmierci. Egzekucje na gejach wciąż są wykonywane. Szacuje się, że od początku islamskiej rewolucji w 1979 roku do 2000 roku wykonano co najmniej 4000 egzekucji. Obecnie jednak pod naciskiem międzynarodowym Iran częściej stosuje kary grzywny, publicznej chłosty (regulowanej przez szariat), bądź więzienia. Kwestię homoseksualizmu regulują artykuły 108-134 kodeksu karnego.

## Sytuacja osób transpłciowych w Iranie
Osoby transpłciowe są prawnie akceptowane przez władze oraz możliwe jest legalne poddanie się operacji korekcji płci. Od 2008 r. Iran przeprowadza najwięcej po Tajlandii zabiegów tego typu, które są dofinansowywane przez państwo. Wynika to z presji władz w celu dopasowania wszystkich swoich obywateli do kategorii mężczyzn lub kobiet bez innych opcji dla osób homoseksualnych lub niebinarnych, które nie toleruje i prześladuje, a same transpłciowe osoby, które przeprowadzają tę operację, są piętnowane społecznie przez swoje rodziny i lokalne społeczności.

## Ochrona prawna przed dyskryminacją
W irańskim prawie nie ma żadnych przepisów zakazujących dyskryminacji przez wzgląd na orientację seksualną, ani też przyznających prawo azylu osobom prześladowanym we własnym kraju ze względu na orientację seksualną.
Były pewne przypadki, kiedy inne państwa przyznawały prawo azylu homoseksualnym Irańczykom.

## Uznanie związków osób tej samej płci
Nie ma żadnej prawnej formy uznania związków jednopłciowych.

## Życie osób LGBT w kraju
Sytuacja osób homoseksualnych w Iranie jest trudna ze względu na obowiązujące prawo religijne.
Także obecnie wykonywane są wyroki śmierci za seks homoseksualny. Ostatnia szeroko komentowana egzekucja miała miejsce 19 lipca 2005 roku w mieście Meszhed. Skazanymi byli młodzi chłopcy - Mahmud Asgari i Ajaz Marhoni (nie ukończyli 18 lat). Podczas tortur (spędzili w więzieniu 14 miesięcy i byli chłostani 288 razy) przyznali się do winy. Obydwaj zostali publicznie powieszeni. Egzekucja na nieletnich homoseksualnych chłopcach wywołała falę protestów w całej Europie, także w Polsce pod ambasadą Iranu. W maju 2021 roku 20-letni Irańczyk Ali Fazeli Monfared został zamordowany przez swojego brata i kuzynów po tym jak dowiedzieli się, że został zwolniony ze służby wojskowej z powodu orientacji seksualnej.
Poza granicami Iranu na rzecz osób LGBT w tym kraju działają dwie organizacje LGBT, będące członkami ILGA:
- HOMAN (siedziba w Szwecji),
- IRQO - IRanian Queer Organization (do niedawna pod nazwą Persian Gay and Lesbian Organization - PGLO).